# Зіткала-Ша
Зіткала-Ша (лакота: Червона Пташка, ім'я дане місіонерами Гертруда Сіммонс Боннін, 22 лютого 1876 — 26 січня 1938) — американська індіанська письменниця з племені Янктон (групи племен Західні Дакота, народу Сіу). Одна з перших збирачів північноамериканського індіанського фольклору, головні твори: «Сказання американських індіанців» і «Старі індіанські легенди». У період християнізації індіанців опублікувала есе «Чому я язичниця» (Why I Am a Pagan). Спільно з композитором У. Гансоном створила оперу «Танець Сонця» за мотивами однойменного обряду.
Зіткала-Ша здобула популярність як захисниця мультикультуралізму і цивільних свобод на тлі колись панівної політики культурної асиміляції американських індіанців. Автобіографія Зіткала-Ша є однією з перших автобіографій американських індіанців, якої не торкався перекладач або редактор. Рідною мовою Зіткала-Ша був один із діалектів мови сіу — дакота, але ще один із сучасників зазначив її «рідкісне володіння англійською».

## Ранні роки
Зіткала-Ша народилася в резервації Янктон у Південній Дакоті в рік битви при Літтл-Биггорні, коли низка об'єднаних індіанських племен здобули перемогу над американськими військами. Зіткала-Ша була третьою дитиною Еллен Сіммонс із племені янктон-сіу, чиє індіанське ім'я Tate Iyohiwin перекладається як «Та, що досягає вітру», і білого чоловіка Фелкера. Він залишив резервацію ще до народження Гертруди, і вона отримала прізвище вітчима, Джона Гейстинга Сіммонса. Попри те, що Еллен назвала дочку Гертрудою (Герті), дівчинка виховувалася в традиціях сіу, в тіпі біля річки Міссурі. Згодом Гертруда символічно говорила про себе як про правнучку Сидячого Бика, підкреслюючи свої культурно-етнічні корені, а не генеалогічне походження, як свідчила преса.

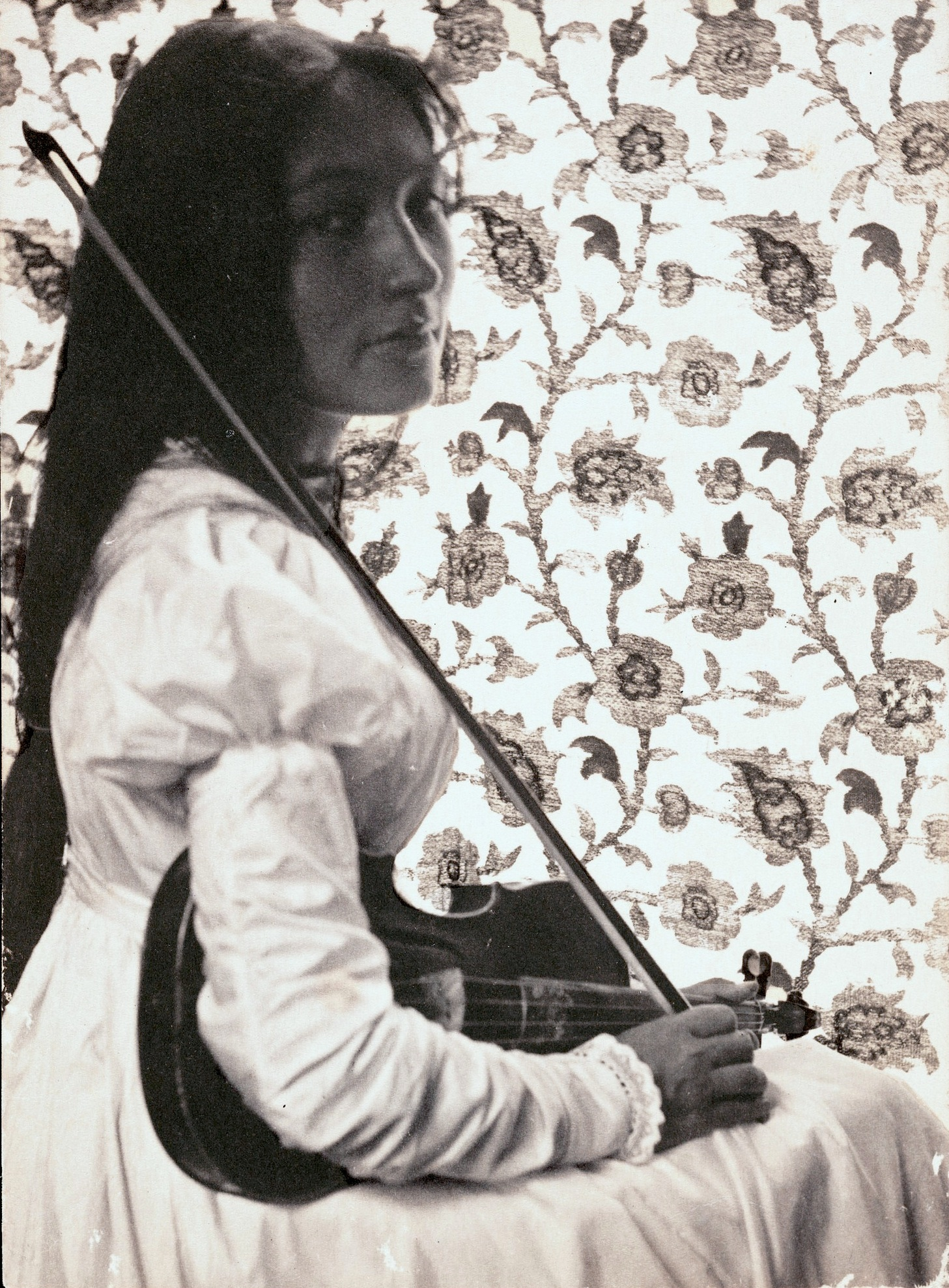
Гертруда Кезебір. Зіткала-Ша зі скрипкою, 1898 рік.

З восьми років, попри незгоду матері, Гертруда стала навчатися в квакерському Інституті ручної праці штату Індіана у Вобаші, де вчився її старший брат Дові. Там вона відмовилася обрізати своє довге волосся, «тому що в наших людей коротке волосся носили під час трауру, а підстрижене — боягузи». Під час подальшого навчання в коледжі Ерлгем у Ричмонді, штат Індіана (1895—1897 роки), а потім у Бостонській консерваторії у Гертруди проявився талант скрипальки. 1896 року на ораторському конкурсі в Індіані Гертруда посіла друге місце, і її промови надрукували в двох шкільних виданнях. Від середини 1897 і до кінця наступного року Гертруда викладала музику в Карлайлській індіанській школі в Пенсільванії. 1900 року директор цієї школи Річард Генрі Пратт запросив Гертруду як скрипальку на гастролі групи «Carlisle Indian Band». Незабаром, однак, у відповідь на критику Гертрудою асиміляційних тенденцій у школі, Пратт опублікував у карлайлській газеті The Red Man анонімну рецензію, звинувативши Гертруду у «викривленому» описі індіанських шкіл.

## Творчість

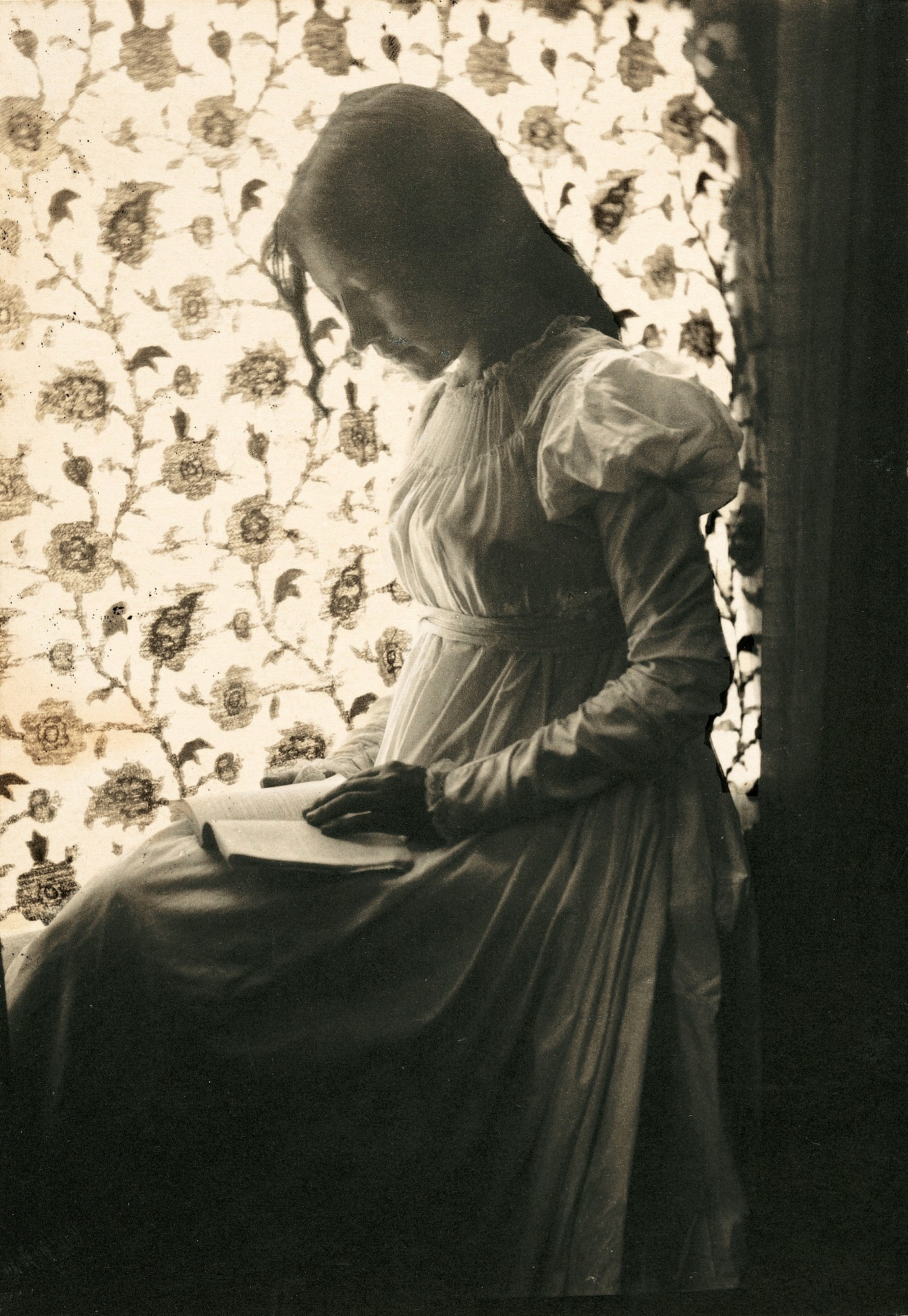
Гертруда Кезебір. Зіткала-Ша читає біля вікна.

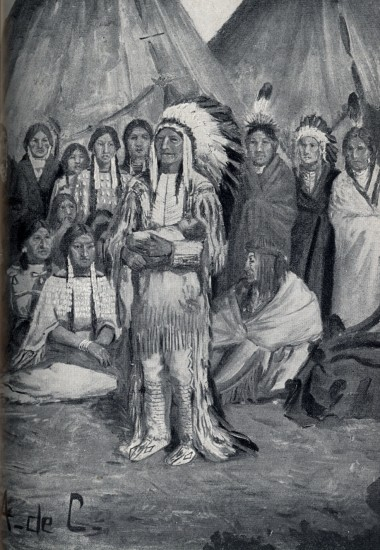
Індіанський вождь. Ілюстрація Енджел Де Кора до видання «Старих індіанських легенд» 1901 року.

Літературний псевдонім «Зіткала-Ша» Гертруда вибрала собі в «Записках» (англ. Sketches), опублікованих в The Atlantic Monthly 1900 року, однак протягом життя використовувала обидва імені. В The Atlantic Monthly вийшло три автобіографічних замальовки Зіткали-Ша: «Спогади про індіанське дитинство», «Шкільні роки індіанської дівчинки» й «Індіанська вчителька серед індіанців». У «Спогадах про індіанське дитинство» простежується гірка аналогія з Едемом («країна червоних яблук»), де Богом є її мати, Адамом — брат, вона сама — Євою, а місіонери — Змієм (цей мотив пізніше використано в есе «Чому я язичниця»). На відміну від традиційних жіночих автобіографій, оповідь Зіткали-Ша не містить розповідей про любовні перемоги і домашні справи. Її біографічний талант відзначено ще за життя, зокрема, в роботі «Сучасні індіанці» Меріон Ґрідлі (англ. Indians of Today, 1936 рік).
1901 року видання The Word Carrier, яке опублікувало в березні 1896 року промову Зіткали-Ша «Пліч-о-пліч» (англ. Side by Side), охарактеризували її статтю «Добродушний сіу» (англ. The Soft-Hearted Sioux) як морально погану. Але, попри критику, преса оцінила «злободенний і досить відчайдушний тон протесту» Зіткали-Ша.
«Старі індіанські легенди» (англ. Old Indian Legends, 1901 рік; пізня назва — «Іктомі, качки та інші історії сіу») відбивають усну народну творчість сіу у формі чотирнадцяти індіанських вечірніх оповідей, що називалися «огунка» (буквально «вигадане» мовою лакота). У передмові Зіткала-Ша пише, що легенди розказали їй під відкритим небом старі оповідачі-дакота і вона постаралася передати англійською мовою дух цих легенд. Центральним персонажем шести легенд є Іктомі, павук-трикстер і одночасно культурний герой у міфології сіу-дакота. Неодноразово фігурує також Ія, злий дух в уявленнях індіанців-лакота. Зв'язок із сучасністю простежується в легендах «Борсук і ведмідь», «Деревний рубіж» і «Стріляючи червоного орла». Ілюстрації до видання 1901 року виконала Енджел Де Кора, художниця і громадська активістка з племені віннебаго.
1916 року в журналі American Indian Magazine опубліковано вірш Зіткали-Ша «Пробудження індіанця» (англ. The Indian’s Awakening), де в одній зі строф звучить ідея романтичного паніндіанізму.
У «Сказаннях американських індіанців» (англ. American Indian Stories, 1921 рік), створених на основі автобіографічних нарисів 1900 року і також написаних англійською, простежується власне дитинство Зіткали-Ша і деструктивний вплив європейців. Низку оповідей були повідали Зіткалі-Ша самі учасники описуваних подій. Остання глава «Сказань…» спирається на виступ Зіткали-Ша перед американськими жінками в червні 1921 року. Того ж року вийшов памфлет «Американізувати першого американця» (англ. Americanize the First American).
У грудні 1902 року в The Atlantic вийшло есе Зіткали-Ша «Чому я язичниця» (англ. Why I Am a Pagan). Після публікації «Сказань американських індіанців» Зіткала-Ша перейменувала це есе на «Великий Дух» (англ. The Great Spirit, вища істота в міфології низки північноамериканських індіанців) та у відповідній формі змінила закінчення есе. Разом з тим Зіткала-Ша не пом'якшила своєї критики християнства, називаючи його «фанатичною вірою» і «новими забобонами». Сатану Зіткала-Ша розглядає як ворога Великого Духа і ставить під сумнів абсолютну істинність християнської традиції, називаючи її «легендою білої людини». «Серед стародавніх легенд, які повідали мені старі воїни, було багато історій про злих духів», — писала Зіткала-Ша. — «Але я була навчена не боятися їх так само, як і тих, хто розгулював у матеріальному вигляді». Одна з критиків, Еліс Пойндекстер Фішер (Декстер Фішер), зауважила, що Зіткала-Ша в цьому сенсі постійно перебуває на межі двох світів, але ніколи її не перетинає.
В оповіданні «Донька воїна» (англ. A Warrior’s Daughter), опублікованому 1902 року в Everybody's Magazine і включеному в низку антологій, оспівано жінок дакота і, зокрема, одну індіанку, яка вирішила врятувати свого коханого від ворогів. Поряд з іншим оповіданням, «Стежка випробувань» (англ. The Trial Path), сюжет «Дочки воїна» розгортається до появи європейців, коли жінки дакота брали участь у військових діях нарівні з чоловіками. У «Стежці випробувань» початкове місце дії — вігвам, як і у всіх оповідання Зіткали-Ша про рідне середовище. Кінець оповідання коротко зачіпає проблему втрати індіанської самобутності.
У низці творів Зіткали-Ша фігурує зазвичай стара індіанка, що стикається з проблемами навколишнього світу («Розповсюджена загадка синьозоряної жінки», «Любов жінки сіу до її нащадка», «Стежка випробувань»). Перебуваючи в Каліфорнії, Зіткала-Ша написала низку статей про місцевих індіанців, опублікованих у San Francisco Bulletin і California Indian Herald.
Спільно з Вільямом Гансоном, на основі творчості племен сіу і юта Зіткала-Ша створила першу індіанську оперу «Танець сонця» (англ. The Sun Dance), прем'єра якої відбулася 1913 року в Юті. Вона написала для неї лібрето і пісні, а також зіграла на скрипці музику для Гансона. Традиційний танець сонця, який встановлював символічний зв'язок між сонцем, бізоном і людиною, був на той час заборонений американським урядом. Зіткала-Ша докладно пояснила Гансону деталі танцю та інші факти, вплетені в сюжет опери.
Дослідниця Рут Гефлін зазначає, що з чотирьох розглянутих нею письменників сіу, які писали без сторонньої допомоги, Зіткалу-Ша вирізняє «ймовірно, найкреативніший і нехитрий літературний талант, який подає в своїй кращій формі інтегрованість як літературних, так і культурних елементів, які багато хто вважає діаметрально протилежними».

## Громадська діяльність
1900 року Зіткала-Ша включено до списку «Люди, які нас зацікавили» журналу Harper's Bazaar. Роком пізніше вона вступила в листування з Карлосом Монтесумою з племені явапай, одним з майбутніх засновників Товариства американських індіанців. 10 травня 1902 року Зіткала-Ша вийшла заміж за співробітника по Бюро у справах індіанців, свого одноплемінника Реймонда Тейлсфейса Бонніна. У червні вона повідомила про цю подію Монтесуму, розірвавши їхні заручини, хоча не останню роль у цьому зіграли ідейні розбіжності. Рік потому у Гертруди і Реймонда народився син Реймонд Огайя, і до початку Першої світової війни Зіткала-Ша разом з родиною жила в резерваціях Вінта і Оврей в Юті. 1914 року Зіткала-Ша стала активісткою за права індіанців. 1916 року її обрано секретарем-скарбником Товариства американських індіанців і тоді ж вона перебралася до Вашингтона. Після того як 1920 року Товариство розпустилось, Зіткала-Ша стала співпрацювати з Міжнародною федерацією жіночих клубів, ініціювавши створення Комітету з добробуту індіанців.
Восени 1918 року Зіткала-Ша стала головним редактором журналу American Indian Magazine. Того ж року етнолог Джеймс Муні, виступаючи з критикою на адресу Зіткали-Ша, заявив, зокрема, що її сукня, нібито, «судячи з довгої бахроми, відноситься до якогось південного племені», а пояс належить чоловікові з племені навахо. Сам Муні заявляв, що знає індіанців краще ніж вони самі, і пропагував серед них використання пейотлю, який 1917 році заборонили в Колорадо, Неваді і Юті. У відповідь Зіткала-Ша сказала, що етнологи знають лише те, чого від них хочуть пейотисти.
2 червня 1924 року президент США Джон Кулідж підписав Закон про громадянство індіанців. За це виступали члени Товариства американських індіанців, проте, ряд племен, наприклад, ірокези, не поділяли їхніх поглядів щодо цього. Два роки потому Зіткала-Ша разом із чоловіком заснувала Національну раду американських індіанців і залишилася її головою до самої смерті. Розвиваючи ідеї паніндіанізму, Зіткала-Ша вважала, що індіанці повинні не тільки впливати на вирішення питань національної політики, але й активно залучатися в уряд для захисту своїх прав на землю і культурну спадщину. Після поїздки Зіткали-Ша, представника Асоціації з прав індіанців М. Сніффена й адвоката Ч. Фабенса в Оклахому 1923 року опубліковано звіт, де Зіткала-Ша писала про індіанських дітей, яких силою позбавили землі і ресурсів. Ця доповідь згодом сприяла створенню так званої комісії Меріама (за іменем урядового співробітника Льюїса Меріама), яка досліджувала стан справ у резерваціях. Пізніше політична стратегія Зіткали-Ша відбилась у творчості індіанських письменниць Лінди Хоган, Статі Ганн Аллен і Леслі Мармон Сілко.
В останні роки життя Зіткала-Ша підписувала свої листи до індіанських старійшин «Зіткала-Ша Уїн». За чотири роки до смерті, в рамках рузвельтівського Нового курсу, прийнято Закон про реорганізацію індіанської адміністрації, який, зокрема, створив інститут виборної ради племені і скасував заборону на танець сонця й інші обряди. Зіткала-Ша померла від хвороби серця й нирок у Вашингтоні. Оскільки її чоловік під час Першої світової війни служив в американській армії, її поховано на Арлінгтонському національному кладовищі, де на її могилі написано: «Гертруда Сіммонс Боннін — Зіткала-Ша з індіанців сіу — 1876—1938».